# Уго Локатели
Уго Локатели (5. фебруар 1916. – 28. мај 1993) био је италијански фудбалер који је играо на позицији везног играча или нападача. Сматра се једним од највећих италијанских играча, освојио је златну медаљу на Летњим олимпијским играма 1936. и златну медаљу на Светском првенству у фудбалу 1938. године док је играо за италијанску фудбалску репрезентацију, и само је један од четири италијанска играча којима је успело да постигну овај успех.

## Каријера
Локатели је рођен у Тосколано-Мадерну, близу Бреше, Ломбардија. На клупском нивоу, имао је успешну каријеру, освојивши два пута скудета са Интером, 1938. и 1940. године. Прво је играо за Брешу између 1933. и 1936. године, осим кратке позајмице Аталанти, пре него што је прешао у Интер, који је у то време био познат као Амброзијана Интер Милан, где је остао до 1941. године. Завршио је каријеру у Јувентусу 1949. године након трансфера у клуб 1941. године, освојивши Куп Италије 1942. године.

## Репрезентација
Као везни играч у репрезентацији Италије коју је водио Виторио Поцо, наступио је на 22 утакмице за „азуре“, и био је у стартној постави у утакмици првог кола на Летњим олимпијским играма 1936. против Сједињених Држава, док је Италија освојила златну медаљу на турниру. Касније је освојио и златну медаљу на Светском првенству у фудбалу 1938. са Италијом и именован је у Ол-стар тим турнира . Локатели је један од само четворице Италијана који су двоструко награђени на Олимпијским играма и Светском првенству; никада није наступио у губитничком тиму за репрезентацију Италије.